# Callao
Callao egy nagyváros Peruban, amely Limával egybeolvadva agglomerációt alkot. Limától nyugatra fekszik a Csendes-óceán partján. Lakossága mintegy 1 millió, Limával együtt kb. 9,4 millió fő volt 2011-ben. 

## Gazdaság
Az ország fő kikötője, itt rakják hajóra Peru kivitelének java részét. Nagy kőolaj-finomító is működik itt. 1863-ban itt kezdték gyártani az első perui sört, a  ma is létező Pilsen Callaót.

## Története
1537-ben a spanyolok alapították, két évvel Lima alapítása után, majd gyorsan fontos kikötővárossá fejlődött. A Callao nevet 1550 óta viseli, de ennek a névnek az eredete ismeretlen. Az alkirályság időszakában Peru, Bolívia és Argentína szinte minden termékét (főleg öszvérháton) Callaóba hozták, ahonnan hajóval Panamába szállították, ott átvitték a földszoroson, majd ismét hajóra rakták, és Kubán keresztül Spanyolországba küldték.
1746-ban egy földrengés keltette szökőár pusztította el a kikötőjét, de újjáépítették, és a fejlődés nem állt meg. 1836-ban a Peru–Bolíviai Konföderáció elnöke, Andrés de Santa Cruz létrehozta Callao Tengerparti tartományt, majd 1857-ben megalakult Callao alkotmányos tartomány. 1866. május 2-án a spanyol hajóhadak a callaói csatában megpróbálták visszaszerezni a függetlenné vált Perut, de végül nem jártak sikerrel.
A 20. század közepén a világ kokain-kereskedelmének egyik fő központja volt.